# N-Dubz
N-Dubz is een Britse hiphop/grime-groep uit het Londense Camden Town. De groep bestaat uit Dappy, Tulisa Contostavlos en Fazer. Het succes van de groep beperkt zich grotendeels tot het Verenigd Koninkrijk, waar achtmaal de single top 40 gehaald is.
Alle drie de bandleden zijn geboren in Camden Town. Dappy (echte naam Costadinos Contostavlos) en Tulisa Contostavlos zijn neef en nicht van elkaar en vormden vanaf 2000 met hun vriend Fazer de band N-Dubz. In die periode werd de band gemanaged door Dappy's vader, Mungo Jerry-bandlid Byron Contostavlos.
De band brak door in 2006 met hun single "I Swear" en een jaar later bereikte de band voor het eerst de hitlijsten met de single "Feva Las Vegas". In 2007 won de band de MOBO Award voor beste nieuwe act en de band tekende bij Polydor Records. Onder dat label werd de single "You Better Not Waste My Time" uitgebracht.
In 2008 stapte de band over naar het label All Around the World en bij dit label werd het debuutalbum "Uncle B" alsmede enkele singles uitgebracht, gevolgd door een tweede album, "Against All Odds", in 2009. In 2010 stapte de groep wederom over naar een nieuw label, ditmaal het Amerikaanse Def Jam records. Bij dit label werd het derde album, "Love.Live.Life" uitgebracht. Eind 2011 maakte de band bekend dat er twee jaar lang geen samenwerking zal plaatsvinden, zodat bandleden Dappy en Tulisa zich kunnen richten op hun solocarrières.

## Discografie
- Uncle B

Uitgebracht: 17 november 2008
Hitnotering: Verenigd Koninkrijk #11 (platinum), Ierland #36.
- Against All Odds

Uitgebracht: 13 november 2009
Hitnotering: Verenigd Koninkrijk #6 (platinum), Ierland #39, Griekenland #12
- Love.Live.Life

Uitgebracht: 29 november 2010
Hitnotering: Verenigd Koninkrijk #3, Ierland #33